# Pellestrina
Pellestrina − jedna z wysp mierzei Laguny Weneckiej, położona na południe od Lido di Venezia, na południu sąsiaduje z nią Sottomarina. Wraz z Lido stanowi jedną z sześciu dzielnic Wenecji.

## Geografia
Pellestrina oddziela wody wewnętrzne Laguny Weneckiej od Adriatyku. Na wyspie znajdują się następujące miejscowości i osady: Pellestrina (2791 mieszkańców), San Pietro in Volta (1193 mieszkańców), Santa Maria del Mare, Portosecco oraz Sant'Antonio. Administracyjnie należy do Municipalità di Lido-Pellestrina.
Podobnie jak Lido wyspa ma podłużny kształt, ciągnąc się z północy ku południowi. Jest od Lido bardziej wąska. Między Lido a Pellestriną znajduje się wejście portowe − Porto di Malamocco. Między Pellestriną a Sottomariną i Chioggią znajduje się wejście portowe − Porto di Chioggia. Wzdłuż wschodniego wybrzeża Pellestriny ciągnie się pas kamiennych zapór, tzw. murazzi. Na południe od wyspy zlokalizowany jest rezerwat przyrody Ca' Roman, siedlisko ptaków wodnych o powierzchni 48 he.

## Zabytki
W miejscowości San Pietro in Volta znajduje się XVIII-wieczny kościół pw. św. Piotra. W samej Pellestrinie stoi zabytkowy kościół Wszystkich Świętych.

## Osoby
Z Pellestriny pochodził sługa Boży Olinto Marella.